# Rugby a 9
Il rugby a 9 o Rugby League Nines è una variante del rugby a 13.
Questa specialità è praticata da 9 giocatori per squadra e una partita dura solo 15 minuti divisi in due tempi da 7 minuti e mezzo. La corta durata di tale gioco è stata ideata in modo tale da poter giocare un torneo in una sola giornata: questo sport viene appunto giocato soprattutto in tornei.

## Regolamento
- Ogni squadra ha un massimo di 15 giocatori, di cui 9 in campo.
- La partita è divisa in due tempi da 7 minuti e mezzo ciascuno, per un totale di 15 minuti. Non è prevista una pausa tra i due tempi.
- La mischia è formata da 5 giocatori, 3 in prima linea e 2 in seconda.
- Dopo ogni meta, la conversione viene eseguita mediante un drop.
- Non ci sono limiti al numero di cambi.

## Tornei principali
- Carnegie Floodlit Nines
- York International 9s
- Middlesex 9s
- Bristol 9s
- Cheltenham Rugby Festival
- Scarborough Rugby League Festival
- Scunthorpe 9s
- Midlands 9s
- Southern Nines
- Warwick University Rugby League 9s
- Heidelberg 9s
- Kilkenny 9s
- Lezignan 9s
- NNRLB 9s
- Scott McRorrie 9s
- Veneto 9s